# Асаев, Реваз Николаевич
Реваз Николаевич Асаев (осет. Асаты Никъалайы фырт Реуаз; 15 июля 1921 года, село Куцахта, Грузия — 2007 год) — советский и юго-осетинский поэт, публицист и переводчик. Заслуженный работник культуры Южной Осетии.

## Биография
Родился в 1921 году (по другим данным — в 1923 году) в бедной крестьянской семье в селе Куцахта, Грузия. В 1930 году вместе с родителями переехал в Южную Осетию, где поступил в семилетку, которую окончил в 1938 году. В этом же году поступил в Сталинирское педагогическое училище. Будучи студентом, опубликовал в 1938 году свои первые стихотворные произведения на страницах периодической печати Южной Осетии. Первое опубликованное стихотворение — «Сталину».
В 1941 году закончил своё образование в педагогическом училище и поступил в школу лётчиков Сталинирского аэроклуба. Ушёл добровольцем на фронт. Воевал пехотинцем в сражениях за Северный Кавказ. В 1943 году вступил в ВКП(б). После получения тяжёлого ранения был демобилизован. В 1947 году опубликовал свой первый поэтический сборник «Хӕстоны сис» (Перо бойца), посвящённый воинам Красной Армии. В 1950 году напечатал статью в грузинском литературном журнале «Мнатоби», в которой описывает литературную ситуацию в Южной Осетии и рассказывает о советских юго-осетинских авторах, внёсших значительный вклад в осетинскую литературу советского времени. В 1953 году окончил заочное отделение филологического факультета Сталинирского педагогического института. Продолжил своё образование на Высших литературных курсах при Литературном институте имени Максима Горького.
Работал заведующим отделом, ответственным секретарём, переводчиком и заместителем редактора газеты «Хурзӕрин». Позднее работал инструктором обкома КПСС, собственным корреспондентом телеграфного агентства по Южной Осетии, редактором литературного журнала «Фидиуӕг», секретарём Юго-Осетинского отделения Союза писателей СССР, директором Юго-Осетинского драматического театра и Цхинвальского краеведческого музея.
По словам поэта Анны Фуниковой творчество Реваза Асаева наполнено военной тематикой: «пережитое на войне ни на час не отпускало поэта из плена трагических образов, мира героев, грудью защитивших землю своих отцов в час смертельной опасности». Издал около сорока поэтических и публицистических сборников.
Занимался переводами на осетинский язык различных зарубежных и советских писателей. Особенное внимание уделял переводам грузинских писателей и поэтов. Перевёл некоторые произведения Акакия Церетели, Важи-Пшавелы, Эгнате Ниношвили, Николая Бараташвили и Николая Ломаури. Перевёл на осетинский язык сборник русского поэта Константина Симонова «Друзья и враги». Издал сборники очерков «Колхоз им. К. Хетагурова» в 1952 году и «Месяц на Алтае» в 1955 году.
Был удостоен нескольких правительственных наград.
Основные сочинения
- Æвзæрст уацмыстæ, 1954
- Ӕмдзӕвгӕтӕ фӕсарӕнтыл, 1956
- Тыхджын у уарзт, Сталинир, 1957
- Балц Европайы алварс, Сталинир, 1958
- Æнæрынцой зæрдæ, 1961
- Ирон легендæтæ, 1963

## Награды
- Орден «Знак Почёта» (1958)[8]
- Медаль «За боевые заслуги» (1943)[9]
- Орден Отечественной войны I степени, 1985[10]
- Заслуженный работник культуры Южной Осетии